# Римський мартиролог
Римський мартиролог (лат. Martyrologium Romanum) — офіційний мартиролог Католицької церкви. Його використання є обов'язковим у справах, що стосуються літургії римського обряду, але єпархії, країни та релігійні інститути можуть додавати до нього належним чином затверджені додатки. У ньому наведено великий, але не вичерпний список святих, визнаних церквою.

## Історія
У 1582 році папа Григорій XIII видав указ про перегляд юліанського календаря, створивши нову систему, яка тепер називається на його честь григоріанським календарем. Римський мартиролог вперше був опублікований у 1583 році. У тому ж році вийшло друге видання. Третє видання, у 1584 році, стало обов'язковим скрізь, де використовувався римський обряд.
Основним джерелом був Мартиролог Узуарда, завершений «Діалогами» Папи Григорія I та працями деяких отців, а для грецьких святих — каталогом, відомим як Менологіон Сирлета. Його походження можна простежити до Мартиролога Єроніма, який спочатку був заснований на календарях римського, африканського та сирійського походження, але до якого поступово додавались імена багатьох святих з інших областей, що призвело до низки дублювань, злиття різних святих. в одну та іншу помилки.
Дуже скоро, у 1586 р. і знову в 1589 р., були опубліковані перероблені видання з виправленнями Цезаря Баронія разом із зазначенням джерел, на які він спирався, а в 1630 р. Папа Урбан VIII випустив нове видання. У 1748 році з'явилося перероблене видання Папи Бенедикта XIV, який особисто працював над виправленнями: він вилучив деякі імена, наприклад, імена Климента Александрійського та Сульпіція Севера, але залишив інші, проти яких заперечували, наприклад, папи Сиріція. Подальші зміни до видання 2001 року були незначними, передбачаючи деякі виправлення, але головним чином додавання імен щойно канонізованих святих.

## Останні події
Другий Ватиканський собор постановив: «Оповідання про мученицьку смерть або життя святих мають узгоджуватися з фактами історії». Це вимагало років вивчення, після чого в 2001 році було видано повністю перероблене видання Римського мартиролога латиною (під назвою Martyrologium Romanum), а потім у 2004 році було виправлено деякі друкарські помилки у виданні 2001 року та додано 117 осіб, канонізованих або беатифікованих. між 2001 і 2004 роками, а також значну кількість стародавніх святих, що не увійшли до попереднього видання. «Оновлений Мартиролог містить 7 000 святих і блаженних, яких нині шанує Церква, культ яких офіційно визнаний і пропонується вірним як зразки, гідні наслідування».

## Використаннямартирологав римському обряді
Як офіційний список визнаних святих і блаженних, включення до Римського мартиролога дозволяє визнавати святих такими способами:
- У будь-який будній день, у якому допускається святкування факультативного спомину святого, Меса та літургія годин можуть проводитися, якщо є поважна причина, бути будь-яким святим, зазначеним у Мартирологі цього дня.[7]
- Будівля церкви може бути присвячена святому.[8]

Такі вшанування на честь лише беатифікованої особи дозволені лише в єпархії або релігійному ордені, де дозволено культ цієї особи, якщо не отримано спеціальний дозвіл від Святого Престолу.

## Церемонія навколоМартиролога
Запис для кожної дати в Мартиролозі читати за попередній день. Рекомендується читати хором, але можна читати й інакше: у семінаріях та подібних інститутах традиційно читати його після основної трапези дня.
До Другого Ватиканського собору, де літургійні книги 1962 року використовуються згідно з дозволом Summorum Pontificum, Мартиролог читається під час канонічної Першої години. Якщо Мартиролог читається у формі II Ватиканського собору, це зазвичай робиться після заключної молитви лауди, години, що передувала Першому.
Якщо Мартиролог читається поза Літургією годин, як, наприклад, у трапезній, читання починається зі згадки дати, після чого, за бажанням, згадується фаза місяця. Потім читається власне текст запису Мартиролога, який закінчується віршем і відповіддю з псалма 116: "Pretiosa in conspectu Domini — Mors Sanctorum eius " («Цінна в очах Господа — смерть Його святих»). Може слідувати коротке читання Святого Письма, яке читач завершує словами «Verbum Domini» («Слово Господнє»), на що присутні відповідають: «Deo gratias» («Дякую Богу»). Читається молитва, тексти якої подано в Мартиролозі, після чого благословення і відпуст.
Якщо Мартиролог читається в Літургії Часів, використовується та сама форма, але без необов'язкового читання Святого Письма.

### Спеціальні рубрики
Читання Мартиролога повністю пропущено під час Пасхального Тридену: Великого Четверга, Страсної П'ятниці та Великої Суботи.
У певні дати літургійного року Мартиролог наказує робити особливі сповіщення до або після поминання святих:
- У Святвечір перед списком святих на 25 грудня передує довге Оголошення про народження Христа, також відоме як Різдвяна прокламація[16] і календа[17], а також Меса.
- У Великодню неділю, Мартиролог, який не читали під час Пасхального Тридууму, проголошення Воскресіння Христового передує святим дня.